# Indywidualne Mistrzostwa Europy Juniorów na Żużlu 2000
Indywidualne Mistrzostwa Europy Juniorów na Żużlu 2000 – cykl zawodów żużlowych, mających wyłonić najlepszych zawodników indywidualnych mistrzostw Europy juniorów do 19 lat w sezonie 2000. W finale zwyciężył Czech Lukáš Dryml.

## Finał
- Lublana, 27 sierpnia 2000

| Msc. | Zawodnik               | Kraj            | Pkt   |                |  |
| ---- | ---------------------- | --------------- | ----- | -------------- |  |
| 1    | Lukáš Dryml            | Czechy          | 13    | (3,3,3,1,3)    |  |
| 2    | Niels Kristian Iversen | Dania           | 12    | (3,2,3,3,1)    |  |
| 3    | Zbigniew Czerwiński    | Polska          | 11 +3 | (0,3,3,3,2)    |  |
| 4    | Martin Smolinski       | Niemcy          | 11 +2 | (2,2,2,2,3)    |  |
| 5    | Miroslav Fencl         | Czechy          | 11 +d | (3,2,3,1,2)    |  |
| 6    | Jonas Davidsson        | Szwecja         | 8     | (2,0,0,3,3)    |  |
| 7    | Jernej Kolenko         | Słowenia        | 8     | (3,3,2,d,w)    |  |
| 8    | Renat Gafurow          | Rosja           | 8     | (2,2,1,2,1)    |  |
| 9    | Łukasz Pawlikowski     | Polska          | 7     | (1,1,2,0,3)    |  |
| 10   | Sebastian Smoter       | Polska          | 7     | (2,3,1,0,1)    |  |
| 11   | Matej Žagar            | Słowenia        | 7     | (1,d,2,2,2)    |  |
| 12   | Tomasz Kwiatkowski     | Polska          | 5     | (1,0,1,3,0)    |  |
| 13   | Eric Andersson         | Szwecja         | 5     | (1,1,1,2,0)    |  |
| 14   | Primož Klimkovsky      | Słowenia        | 3     | (0,1,0,0,2)    |  |
| 15   | Adam Allott            | Wielka Brytania | 2     | (0,0,0,1,1)    |  |
| 16   | Ulrich Ostergaard      | Dania           | 2     | (0,1,0,1,d)    |  |
|      | Łukasz Stanisławski    | Polska          | 0     | (u/ns,–,–,–,–) |  |
|      | Michał Aszenberg       | Polska          | 0     | (u/ns,–,–,–,–) |  |

## Bieg po biegu
1. Dryml, Smolinski, Kwiatkowski, Allott
2. Iversen, Gafurow, Pawlikowski, Ostergaard
3. Kolenko, Smoter, Žagar, Klimkovsky – Aszenberg (u/ns), Stanisławski (u/ns)
4. Fencl, Davidsson, Andersson, Czerwiński
5. Dryml, Fencl, Ostergaard, Žagar (d)
6. Kolenko, Smolinski, Pawlikowski, Davidsson
7. Czerwiński, Gafurow, Klimkovsky, Kwiatkowski
8. Smoter, Iversen, Andersson, Allott
9. Dryml, Pawlikowski, Andersson, Klimkovsky
10. Czerwiński, Smolinski, Smoter, Ostergaard
11. Iversen, Žagar, Kwiatkowski, Davidsson
12. Fencl, Kolenko, Gafurow, Allott
13. Davidsson, Gafurow, Dryml, Smoter
14. Iversen, Smolinski, Fencl, Klimkovsky
15. Kwiatkowski, Andersson, Ostergaard, Kolenko (d)
16. Czerwiński, Žagar, Allott, Pawlikowski
17. Dryml, Czerwiński, Iversen, Kolenko (w)
18. Smolinski, Žagar, Gafurow, Andersson
19. Pawlikowski, Fencl, Smoter, Kwiatkowski
20. Davidsson, Klimkovsky, Allott, Ostergaard
21. Bieg o miejsca 3-4: Czerwiński, Smolinski, Fencl (d)